# أمول كبير الأزهار
أمول كبير الأزهار (الاسم العلمي:Chlorogalum grandiflorum) هو نوع من النباتات يتبع جنس الأمول من الفصيلة الهليونية.